# ショーン・シュメル
ショーン・シュメル（1968年11月21日。 - ）は、アメリカ合衆国の声優。所属はファニメーション。
代表作は『ドラゴンボール』シリーズの孫悟空。

## 概要
数多くの日本のアニメの英語吹き替えを務めており、中でも『ドラゴンボールZ』の孫悟空役の声として高い知名度を誇っている。

## 人物
アイオワ州で生まれ育ち、兄が一人いる。その後、一家はテキサス州オデッサに引っ越した。大学は北テキサス大学に通い、そこで音楽の勉強をし、ヴァイオリンを専門にした。
ホルン奏者を目指していたところ、友人から『ドラゴンボール』のオーディションを受けてみないかと誘われ、1999年に『ドラゴンボールZ』の公演が開かれ、主人公孫悟空の声、界王、ネイルの声を務め、ショーンはホルンを弾くよりも声の演技が優れてる事に気付き、4キッズエンタテインメントに転職する事を決め、ニューヨークマンハッタンに引っ越した。
これまでに結婚を2度しており、1回目はメリッサ・コックス（1993年11月20日結婚 - 1998年2月19日離婚）、2回目はメロディ・レンツ（1998年4月23日結婚 - 2001年5月3日離婚）としている。趣味はビデオゲーム。

## 出演作品

### テレビアニメ
1998年
- ポケットモンスター - ジミー、モリソン、ルカリオ、アーチー、サイラス、コルレス、ヒュー

1999年
- ドラゴンボールZ - 孫悟空、界王、ネイル、サーカスの所有者、ベジット、ゴジータ

2001年
- Blue Gender - リック

2002年
- ベルセルク - ガストン
- キン肉マン - ボーン・コールド
- 幽☆遊☆白書 - 茂室田、ロト、明石氏

2003年
- ドラゴンボールGT - 孫悟空、ゴジータ、界王
- 冥王計画ゼオライマー - Gisou
- 破壊魔定光 - ジャンク/ヘルメット
- SAMURAI DEEPER KYO - 信之真田
- シャーマンキング - Amidamaru、龍、Nichrom
- ソニックX - 黒水仙

2004年
- 名探偵コナン - コワルスキー（EP 8）
- 鋼の錬金術師 - 句の父（EP 4）
- ジャイアントロボ - Tetsugyu
- ごくせん - 稔
- キディ・グレイド - Carvo（EP 4）。
- MUNTOシリーズ - Munto
- ONE PIECE - ヘルメッポ、クロオビ、ハチ、CHABO、Dr.インディゴ
- 朝霧の巫女 - Naonori稗田
- スパイラル 〜推理の絆〜 - 隆園部（EP 1-4。）

2005年
- ポケットモンスター アドバンスジェネレーション - アダン
- ああっ女神さまっ - 第三級地球霊（EP 6）
- 銀河鉄道物語 - ヒューマノイドB、追加の声
- カクレンボ - Noshiga
- ルパン三世 ワルサーP38 - ゴルドー
- おジャ魔女どれみ - ミラベルの父、サイモン
- 東京ミュウミュウ - エリオット・グラント、青騎士
- 美鳥の日々 - Jigoru
- 機動警察パトレイバー - ひろみ山崎
- PIANO - 誠司野村
- SAMURAI 7 - Genzō（EP 9、11-12。）
- 遊☆戯☆王デュエルモンスターズ - Bobasa, Karim
- 遊☆戯☆王デュエルモンスターズGX - 博士Crowler、おジャマ・イエロー、アスターの父

2006年
- 週刊ポケモン放送局 - Jimmy
- 惑星大怪獣ネガドン - 隆一NARASAKI
- ニニンがシノブ伝 - Onsokumaru
- アウトランダー - Geobaldi哲也若槻（CPM吹き替え）

2007年
- BECK：モンゴルチョップ・スクワッド - 裕人（EP 23-24）
- 古代王者 恐竜キング Dキッズ・アドベンチャー - Xander

2008年
- 遊☆戯☆王5D's  - Greiger、MC、Zigzix、博士ハイトマン、ハンス

2010年
- ドラゴンボール改第1期 - 孫悟空
- 機動戦士ガンダムUC - Flaste Schole（EP 1-3）

2011年
- ベルセルク 黄金時代篇 - ガストン、コンラッド
- 遊☆戯☆王ZEXAL - ブロンク石、風、オービタル7、フェンダー、一真九十九

2016年
- 機動戦士ガンダムUC - Flaste Schole

2017年
- ドラゴンボール改第2期 - 孫悟空、ベジット
- ドラゴンボール超 - 孫悟空

2018年
- ポプテピピック - ポプコ

### 劇場版アニメ
2001年
- ドラゴンボールZ 超サイヤ人だ孫悟空 - 孫悟空

2002年
- ドラゴンボールZ とびっきりの最強対最強 - 孫悟空
- ドラゴンボールZ 激突!!100億パワーの戦士たち - 孫悟空

2003年
- ドラゴンボールZ 極限バトル!!三大超サイヤ人 - 孫悟空
- ドラゴンボールZ 燃えつきろ!!熱戦・烈戦・超激戦 - 孫悟空
- 風の大陸 - Guard 2

2004年
- ドラゴンボールZ 銀河ギリギリ!!ぶっちぎりの凄い奴 - 孫悟空

2005年
- ドラゴンボールZ 危険なふたり!超戦士はねむれない - 孫悟空
- ドラゴンボールZ 超戦士撃破!!勝つのはオレだ - 孫悟空
- ドラゴンボールZ - 孫悟空

2006年
- 劇場版ポケットモンスター アドバンスジェネレーション ミュウと波導の勇者 ルカリオ - ルカリオ
- ドラゴンボールZ 復活のフュージョン!!悟空とベジータ - 孫悟空、ゴジータ
- ドラゴンボールZ 龍拳爆発!!悟空がやらねば誰がやる - 孫悟空
- ドラゴンボールZ この世で一番強いヤツ - 孫悟空
- ドラゴンボールZ 地球まるごと超決戦 - 孫悟空

2011年
- 10thアニバーサリー 劇場版 遊☆戯☆王 〜超融合!時空を越えた絆〜 - パラドックス
- 劇場版ポケットモンスター ダイヤモンド&パール 幻影の覇者 ゾロアーク - グリングス・コーダイ

2013年
- ONE PIECE FILM STRONG WORLD - Dr.インディゴ

2014年
- ドラゴンボールZ 神と神 - 孫悟空、界王
- イヴの時間 - カトラン

2015年
- ドラゴンボールZ 復活の「F」 - 孫悟空

2019年
- ドラゴンボール超 ブロリー - 孫悟空、ゴジータ

### OVA
- ドラゴンボールZ 絶望への反抗!!残された超戦士・悟飯とトランクス - 孫悟空[注 1]
- ドラゴンボール エピソード オブ バーダック - 孫悟空
- ドラゴンボールGT悟空外伝!勇気の証しは四星球 - 孫悟空

### ゲーム
2002年
- ドラゴンボールZ - 孫悟空

2003年
- ドラゴンボールZ2 - 孫悟空
- バイオニクル - Makuta

2004年
- ドラゴンボールZ 舞空闘劇 - 孫悟空
- ドラゴンボールZ3 - 孫悟空
- 幽☆遊☆白書：ダークトーナメント - ロト

2005年
- Dragon Ball Z Sagas - 孫悟空
- ドラゴンボールZ Sparking! - 孫悟空

2006年
- Dragon Ball Z: Budokai - 孫悟空
- 超ドラゴンボールZ - 孫悟空
- ドラゴンボールZ Sparking! NEO - 孫悟空
- シャドウハーツ・フロム・ザ・ニューワールド - リカルド・ゴメス

2007年
- Dragon Ball Z: Shin Budokai - Another Road - 孫悟空
- ドラゴンボールZ Sparking! METEOR - 孫悟空

2008年
- ドラゴンボールZ バーストリミット - 孫悟空
- ドラゴンボールZ インフィニットワールド - 孫悟空

2009年
- ドラゴンボール レイジングブラスト - 孫悟空

2010年
- Dragon Ball Z: Budokai Tenkaichi - 孫悟空
- ドラゴンボール レイジングブラスト2 - 孫悟空

2011年
- ドラゴンボール アルティメットブラスト - 孫悟空

2012年
- Dragon Ball Z: For Kinect - 孫悟空
- スカルガールズ - ホレス
- ダークナイト ライジング：モバイルゲーム - バットマン/ブルース・ウェイン

2013年
- ギャングスター ベガス - ジェイソン・マローン

2014年
- ドラゴンボールZ BATTLE OF Z - 孫悟空
- スカイランダーズ：トラップチーム - トレッドヘッド

2015年
- ドラゴンボール ゼノバース - 孫悟空
- スカイランダーズ スーパーチャージャーズ - トレッドヘッド
- Fallout 4- ストロング

2016年
- ドラゴンボールZ ドッカンバトル - 孫悟空
- ドラゴンボール ゼノバース2 - 孫悟空、ゴジータ、ベジット

2018年
- ドラゴンボール ファイターズ - 孫悟空、ベジット
- ドラゴンボール レジェンズ - 孫悟空
- 大乱闘スマッシュブラザーズ SPECIAL - ルカリオ

## 評価

### 受賞歴
- 2011年、Audie Award 「最もよいナレーション」を受賞[5]。
- 2013年、Audie Award ベストナレーションの「オーディオ賞」を受賞[5]。
- 2015年、第3回BTVAアニメタブ賞 「ドラゴンボールZ 神と神」の孫悟空役として、男性最優秀男優主演ボーカルパフォーマンスで「スタッフチョイス賞」と「ピープルズチョイス賞」を受賞[5]。